# Анадирска низина
Ана̀дирската низина (на руски: Анадырская низменность) е обширна низина в Североизточен Сибир, в централната част на Чукотски автономен окръг. На изток се простира до бреговете на Анадирския залив на Берингово море, на юг е ограничена от Корякската планинска земя, на запад – от хребетите Рариткин и Пекулней, а на север – от Чукотската планинска земя. Дължината ѝ от север на юг е 270 km, а максималната ѝ височина не надхвърля 100 m. Низината е изградена от алувиални пясъчници и чакъли. Преобладава равнинния релеф с остатъчни ниски възвишение (Золотой хребет, Ушкани кряж). Отводнява се от реките Анадир, Великая и Канчалан. Повсеместно е развита вечно замръзналата почва. Силно заблатена, с множество термокарстови езера и езера-старици. Растителността е тундрова представена от ниски храсти и треви. В източната част се срещат елхови и ивови храсти, а в западните – кедров клек. По каменистите крайречни тераси растат дребни тополи. В източната част на низината, на брега на Анадирския залив е разположен град Анадир.